# SH-07A
docomo PRO series SH-07A（ドコモ プロ シリーズ エスエイチ ゼロ なな エー）は、シャープによって開発された、NTTドコモの第三世代携帯電話（FOMA）端末である。docomo PRO seriesの端末。

## 概要
SH-01Aの後継に当たる、サイクロイド型のAQUOSケータイ。AV機能特化モデルという位置付けで、PRIMEシリーズに属していたSH-01Aとは異なり、PROシリーズに属する。このため、PROシリーズでありながらいわゆる一般的な携帯電話の形状となる初めての端末となった。また、位置付け上、特殊要素が強い端末のため、カラーバリエーションは2色に絞られている。
デザインは、ソフトバンクモバイルの2009年春モデルのSoftBank 932SHのような、段差なしの新方式サイクロイドは採用されておらず、 SH-01Aとほとんど同じ筐体を利用している。内側のキーの形状や配置もほとんど変わっていない。唯一大きく変わった点は、背面は、SH-01Aの7セグメントLEDから、SH-02Aで使われていた1.0インチ約65536色の有機ELとなった。このため、表示内容が非常に限られていたSH-01Aと比べると、大幅に改善されている。さらに、これとは別にインフォメーションLEDも搭載する。
メインカメラには、同日発表のSH-06AやSoftBank 933SHとともに、2009年5月現在、日本国内最高画素数の約1000万画素CCDを搭載。また、高輝度LEDフラッシュ、ISO12800相当の高感度撮影、オートフォーカスの自動追尾機能「チェイスフォーカス」にも対応。また、他の1000万画素機種よりも大容量の2GBの内蔵メモリを生かし、1000万画素の撮影写真を本体に約180枚以上保存できる。ただし、1000万画素での撮影は、通常スタイルに限られ、サイクロイド時にはできない。
サブカメラは、同時発表のシャープ端末と同様、約43万画素CMOSとなり、待受画面サイズの撮影が可能になった。
また手振れ補正、笑顔を自動認識してシャッターがおりる「笑顔フォーカスシャッター」 「振り向きシャッター」 6種類のシーン自動認識機能なども搭載されている。
ワンセグ機能では、SoftBank 932SHと同様に、ワンセグチューナーを2つ搭載。2画面表示や裏番組録画に対応する。本体内蔵メモリ内には2時間番組5本以上の録画が可能である。
シャープ製の一部のBDレコーダーとの連携機能があり、レコーダー内の映像の転送などが可能である。本体には10時間40分もの長時間録画が可能な、大容量メモリ（本体・2Gバイト）を内蔵している。
AV特化端末である本機の最大の特徴の一つとして、ステレオスピーカー付き卓上ホルダが付属する。このスピーカーは、ドルビーモバイルに対応し、ワンセグ音声などをサラウンド付きで聴ける。また、上記のシャープ製BDレコーダーやパソコンと接続するためのUSBポートが付いている。
SH-06Aと同様に、周りからの覗き見を防止する「カラーベールビュー」を搭載している。
ドコモケータイdatalink等のアプリを使わなくても、パソコンと連絡が可能。音楽や動画、写真といったAVデータやWord ExcelといったMSオフィスファイルや、パソコンのURLをSH-07Aのフルブラウザへ転送することができる。アドレス等やメールなどの同期などはドコモケータイdatalinkが必要となる。
SH-04Aから引き続き、PCメールの送受信をするためのリモートメールアプリを搭載している。携帯電話のネイティブなアドレス帳とも連携がとれるようになった。
日本国内メーカーのドコモ向けで初めてGSM850MHz帯に対応し、今までのシャープ製端末では利用できなかったパナマ・エクアドル等へのローミングが可能となった。

## 主な対応サービス
| 主な対応サービス                   | 主な対応サービス                                                    | 主な対応サービス                       | 主な対応サービス                                 |
| ---------------------------------- | ------------------------------------------------------------------- | -------------------------------------- | ------------------------------------------------ |
| タッチパネル                       | FOMAハイスピード7.2Mbps                                             | Bluetooth                              | DCMX／おサイフケータイ                           |
| iアプリオンライン／地図アプリ      | 直感ゲーム／メガiアプリ                                             | iウィジェット                          | マチキャラ／iコンシェル                          |
| ホームU／ポケットU                 | GPS／ケータイお探し                                                 | デコメール／デコメ絵文字／デコメアニメ | iチャネル                                        |
| 着もじ／プッシュトーク             | テレビ電話／キャラ電                                                | 電話帳お預かりサービス                 | フルブラウザ                                     |
| おまかせロック／バイオ認証         | 外部メモリーへiモードコンテンツ移行／ユーザーデータ一括バックアップ | トルカ                                 | iC通信／iCお引越しサービス                       |
| きせかえツール／ダイレクトメニュー | バーコードリーダ／名刺リーダ                                        | 2in1                                   | エリアメール／ソフトウェアーアップデート自動更新 |
| GSM／3Gローミング（WORLD WING）    | 着うたフル／うた・ホーダイ                                          | Music&Videoチャネル／ビデオクリップ    | デジタルオーディオプレーヤー(WMA)(AAC)           |

### ワンセグ機能
- EPG（録画予約も可）
- 外部メモリ（microSD）への録画
- 字幕放送
- マルチウィンドウ
- Bluetoothによるワイヤレス音声出力
- 同社液晶テレビ「AQUOS」にも採用されている、映像をより鮮やかに再現する「SV (Super Vivid) エンジン」
- 2画面表示
- 裏番組録画

## プリインストールiアプリ
以下のiアプリが購入時に端末にプリインストールされている。
| アプリ名                           | 概要 |
| ---------------------------------- | --- |
| リモートメール アプリメール for SH | PC用のメールを携帯電話で送受信するためのアプリ。ネイティブ電話帳と連携も可能になった                                                |
| ネット辞典                         | 国語辞典や英和辞典などサイト上の辞典                                                                                                |
| SH-MODE INFO                       | [SH-MODE]の更新情報を確認等 |
| いっしょにデコ                     | 2人で通信しながら、写真などの画像をデコレーションできるiアプリタッチ対応アプリ                                                      |
| iアバターメーカー                  | iアバターを作成するアプリ |
| モバイルGoogleマップ               | Googleマップのアプリ。GPSを使った道案内、経路検索、衛星写真、ストリートビューなどを利用できる                                       |
| 地図アプリ                         | GPS機能を利用して、目的地を検索したり、乗り換え案内を駆使した、交通手段によるルートを表示が可能                                     |
| 日英しゃべって翻訳SH               | マイクに向かって主に旅行で使われる日本語、英語を話すだけで翻訳した文章を画面に表示する                                              |
| Gガイド番組表リモコン              | テレビ番組表とAVリモコン機能が1つになったアプリ                                                                                     |
| iD設定アプリ                       | おサイフケータイクレジット決済サービスiDの設定アプリ                                                                                |
| DCMXクレジットアプリ               | NTTドコモが提供するおさいふケータイクレジットDCMXの設定アプリ                                                                       |
| FOMA通信環境確認アプリ             | FOMAハイスピードエリアを利用できるかを確認することができるiアプリ                                                                   |
| モバイルSuica登録用iアプリ         | モバイルSuica契約用のiアプリ |
| iアプリバンキング                  | モバイルバンキングを簡単に利用するためのアプリ                                                                                      |
| マクドナルド トクするアプリ        | 日本マクドナルドのかざすクーポンなどを利用するためのアプリ                                                                          |
| 楽オクアプリ                       | 楽天オークション用のアプリ |
| Start! iウィジェット               | iウィジェットの使い方をムービーで見ることができるiアプリ                                                                            |
| ROID ウィジェット                  | モバイルサイト「ROID」の更新情報などを通知してくれるウィジェット                                                                    |
| お天気予報ウィジェット             | 天気情報をiウィジェット画面に表示するアプリ                                                                                         |
| 駅探乗換案内                       | 乗り換え案内用アプリ |
| iWウォッチ                         | iウィジェット画面でグラフィカルに時計や電池残量を確認することができるアプリ                                                         |
| 株価アプリ                         | 指定銘柄の株価情報を表示するアプリ                                                                                                  |
| Google モバイル                    | Google検索機能が利用できるアプリ |
| ファミリンクリモコン               | AQUOSやAQUOSハイビジョンレコーダーなどにて搭載している連携機能「AQUOSファミリンクシステム」を利用し、FOMA端末で操作することができる |

## 歴史
- 2009年5月7日- 電気通信端末機器審査協会（JATE）通過。
- 2009年5月19日 - F-08A・F-09A・N-06A・N-07A・N-08A・N-09A・P-07A・P-08A・P-09A・P-10A・SH-05A・SH-06A・SH-07A・L-04A・L-06A・HT-03A・T-01Aの開発を発表。
- 2009年6月24日 - 発売開始

## 不具合
2009年7月30日に以下の不具合の修正がソフトウェアの更新でなされた。
- iモード起動時に「ワークメモリ不足です」と表示される場合がある
- 使用状況によって、電池の持ちが悪くなる場合がある

2009年10月29日に以下の変更と不具合の修正がソフトウェアの更新でなされた。
- iモードブラウザの一部機能（JavaScript）を再有効化
- サブメニューが表示できなくなる場合がある
- iモードメニューが起動できなくなる場合がある